# اريك شينسكي
اريك شينسكي (بالإنجليزية: Eric Shinseki)‏ (28 نوفمبر 1942) هو جنرال متقاعد من جيش الولايات المتحدة الأمريكية شغل منصب وزير خارجية الولايات المتحدة السابع لشؤون المحاربين القدامى بين عامي 2009-2014.

## روابط خارجية
- Biography at the وزارة شؤون المحاربين القدامى
- مرات الظهور على سي-سبان
- أخبار مُجمّعة وتعليقات عن اريك شينسكي في موقع صحيفة نيويورك تايمز.
  - NYTimes article on cabinet post
- Eric K. Shinseki Collection (while CSA) US Army Heritage and Education Center, Carlisle, Pennsylvania
- Eric K. Shinseki Gallery Fort DeRussy Army Museum of Hawaii